# Jörg Wengler
Jörg Wengler (* 5. Juli 1967 in Elsterwerda) ist ein deutscher Schachspieler. Er ist Internationaler Meister im Fernschach und Abteilungsleiter der Schachabteilung des FC Bayern München.

## Leben
Jörg Wengler studierte Mathematik an der Technischen Universität Bergakademie Freiberg und Finanzmathematik an der Victoria University of Wellington. Er arbeitet in der Versicherungsindustrie und ist seit 2017 bei der Wirtschaftsprüfungsgesellschaft KPMG in München.
Wengler war Teil der Mannschaft des FC Bayern München, die 1999 in der Sat.1 Sendung Darüber lacht die Welt im Simultanwettkampf gegen Hape Kerkeling antrat, der sich als iranischer Großmeister ausgegeben hat und von Elisabeth Pähtz souffliert wurde.

## Erfolge

### Fernschach
Seit 2003 trägt er den Titel Internationaler Meister im Fernschach. Die Normen hierfür erzielte er bei einem Normenturnier der Sektion 39, das von 1997 bis 2002 ausgetragen wurde und bei dem er den dritten Platz belegte sowie bei einem Normenturnier der Sektion 97, das 2001 begann. Bei diesem Turnier wurde er ebenfalls Dritter. Seine Elo-Zahl im Fernschach beträgt 2384, dies ist gleichzeitig seine höchste erreichte Elo-Zahl im Fernschach. Seit 2005 ist er nicht mehr aktiver Fernschachspieler.

### Nahschach
Für die Schachabteilung des FC Bayern München hat Jörg Wengler in der 2. Schachbundesliga, der Oberliga und weiteren Ligen gespielt. Er ist seit der Saison 2015/16 Mannschaftsführer der 1. Mannschaft in der Schachbundesliga. Regelmäßig nimmt er an der offenen Internationalen Bayerischen Meisterschaft in Bad Wiessee teil. Hier gelangen ihm Remis-Partien gegen die Großmeister Eduardas Rozentalis (1999), Ulf Andersson (2011) und Andreï Sokolov (2012). Seine Elo-Zahl im Nahschach beträgt mit Stand April 2021 2023, seine bisher höchste war 2134 von Februar 2016 bis November 2016.

### Schachorganisator
Jörg Wengler ist seit 2015 Abteilungsleiter der Schachabteilung des FC Bayern München als Nachfolger von Günter Schütz. Er ist seit 2017 1. Vorsitzender des Schachbezirks München. 2018 war er der Organisator der Münchner Einzelmeisterschaft.